# Une affaire de famille (roman)
Une affaire de famille (titre original : The Family Trade) est un roman de science-fiction de l'écrivain britannique Charles Stross.  Paru en 2004, il est le premier roman de la série Les Princes-marchands et a été publié en France en 2006.